# Metropolia Kuching
Metropolia Kuching – jedna z 3 metropolii kościoła rzymskokatolickiego w Malezji. Została ustanowiona 31 maja 1976 roku.

## Diecezje
- Archidiecezja Kuching
  - Diecezja Miri
  - Diecezja Sibu

## Metropolici
- Peter Chung Hoan Ting (1975-2003)
- John Ha Tiong Hock (2003-2017)
- Simon Poh Hoon Seng (od 2017)